# Marinus II.

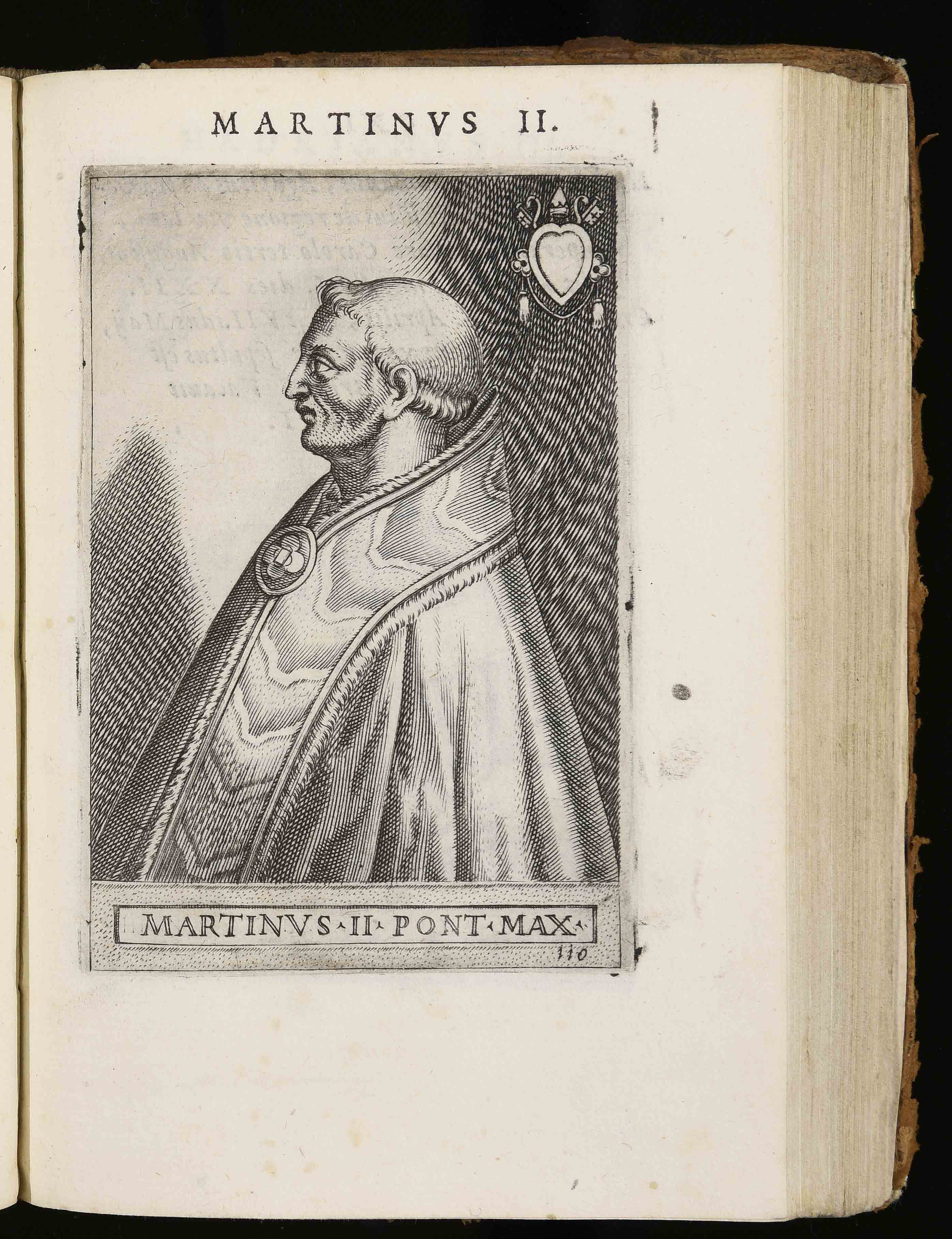
Papst Mar(t)inus II. (Stich von Giovanni Battista de'Cavalieri, 1580)

Marinus II. (im Spätmittelalter oft irrtümlich auch Martin III. genannt; * in Rom; † Mai 946) war Papst vom 30. Oktober 942 bis Mai 946.
Er war römischer Herkunft und vor seinem Pontifikat vermutlich Kardinalpriester von San Ciriaco alle Terme Diocleziane. Marinus wurde als dritter Papst auf Anweisung vom damals in Rom allmächtigen Fürsten Alberich II. zum Papst gewählt, von dessen Entscheidungen er vollkommen abhängig war. Januar 945 kehrte Berengar II. von Ivrea aus Deutschland, in das er vor dem italienischen König Hugo von Arles zu Zeiten von Papst Stephan VIII. geflohen war, nach Italien zurück.
Größere Bedeutung seines Pontifikats kommt nur der Verleihung der Würde eines Apostolischen Vikars an den Erzbischof Friedrich von Mainz 946 zu. Lediglich acht echte Urkunden über Besitzbestätigungen an italienischen Bischofskirchen und Klöster sind von ihm überliefert.